# Vincent Mancini
Vincent Mancini-Corleone (conocido también como Vincent Corleone, Vincent Mancini, o don Vincenzo Corleone, ya como padrino) es un personaje ficticio de la película El padrino III.

## Biografía
Vincent es el hijo de Sonny Corleone y Lucy Mancini (una amante de Sonny). Vincent se crio junto con su madre en Nueva York. Se haría uno de los hombres más respetados de su barrio y montaría un club nocturno en ese lugar. Más tarde se enteraría de que su padre fue Sonny Corleone, el hijo de Don Vito Corleone, el jefe de la familia de la mafia Corleone.
Vincent buscó a alguien que formara parte de la familia Corleone para saber más sobre su familia, y de paso para que lo introdujecen como matón de la familia, y entonces supo que Michael Corleone era su supuesto tío (hermano de Sonny) y buscó toda manera para poder contactar con él.
Vincent asistió a la celebración de su tío, que inaugurada la fundación de su nueva organización que había formado junto con la iglesia llamada "Fundación Vito Corleone", dedicada a luchar contra la pobreza en el mundo y ayudar a la iglesia con sus propósitos. Vincent aprovechó la ocasión para poder hablar con su tío para que le diese algún trabajo en la familia.
Michael no aprobaba que su sobrino tomase el mismo camino que su padre y le ofreció en varias ocasiones trabajar a su lado librándole directamente de los negocios mafiosos, pero Vicent estaba muy empeñado en seguir sus propios asuntos. Vincent también le habló a su tío sobre una supuesta rivalidad que él tenía con Joey Zasa y con los Corleone. Este enfrentamiento se debía a que Zasa tenía unos territorios que anteriormente pertenecieron a la familia Corleone y los estaban llenando de droga, caos y destrucción. Michael obligó a Vincent y Zasa que hiciesen las paces. Entonces los dos se abrazaron impulsivamente, pero entonces Vincent, todavía resentido y con ira en su interior (temperamento heredado de su padre) le muerde la oreja a Zasa. Vincent muerde la oreja debido a que Zasa lo insulta al llamarlo bastardo. Esto provocó una mayor confrontación entre Zasa y Vincent.
Entonces Vincent entra en la familia Corleone y empieza a acompañar a su tío Michael en todos sus actos y negocios. Vicent también empieza un difícil romance con su prima (Mary Corleone, los cuales ya se conocieron de pequeños). Pero este amor era imposible, ya que son primos y esto no lo aprobaba Michael, pero el amor que sentían el uno por el otro les impedía afrontar la realidad.
Vincent hizo de matón de su tío, y sin que él se enterase, Vicent seguía planeando un ataque contra Joey Zasa. Vincent también presenció la masacre a tiros de los Dones en Atlantic City en el que se tuvo que ver su tío Michael por medio. Vincent le ayudó a su tío a escapar del tiroteo planeado por Joey Zasa y el Don Osvaldo Altobello por rivalidades y venganza (Escena de "El padrino III").
Muchos problemas le envolvían a Vincent Mancini, su rivalidad con Joey Zasa, el amor imposible con su prima Mary, su reputación como mafioso pero el asunto se empeoró cuando su tío sufrió un infarto debido a su diabetes. Entonces planeó un ataque para asesinar a Joey Zasa (con el consentimiento de su tía Connie, que estaba al mando). En la fiesta de Semana Santa de su barrio, Vincent aprovechó y se disfrazó de la policía montada local persiguiendo a Zasa. Finalmente y acorralado frente a un negocio, le pega dos tiros por la espalda a Zasa, acabando con él finalmente. Más tarde, su tío se enteraría de esto y se frustró gravemente, ya que su sobrino había desobedecido sus órdenes. Se trasladaría con su tío al pueblo natal de su abuelo, Corleone, en Sicilia.
Trabajo varios meses para su tío, y ascendió en la familia. Empezó a ganarse el respeto y una reputación. Su tío Michael no sabía nada del romance de Mary y Vincent, que estos aun seguían viéndose a escondidas, aun así sabiendo que lo que hacían estaba mal.
Michael Corleone, estaba cada vez más arrepentido de sus pecados que había cometido como mafioso, y decide dejar para siempre el cargo de "Don" de la familia. La hermana de Michael, Connie, le dice a Michael que Vincent podría ser un perfecto "Don", aunque tuviese un duro temperamento. Michael, indeciso acepta, dándole el cargo a Vincent, pero ofreciéndoselo a cambio de una condición, que Vincent dejara el romance con su hija Mary. Vincent acepta, y se convierte en el nuevo "Don" de la familia Corleone.
Llegó la noche del estreno de la obra de opera del primo de Vincent, Anthony en Palermo, Sicilia, y acudiría toda la familia Corleone a la velada. Antes de que comenzase la función Vincent le dice a Mary que deberían dejar el romance que habían empezado, cosa que no le sabría nada bien a Mary. Pero Al terminar la función, un asesino apodado "La Mosca", se disfrazó de cura, con el objetivo de asesinar a Michael Corleone, pero en el intento de dispararle a Michael, el asesino dispara a Mary, la hija de Michael, y prima de Vincent. En cuanto Vincent localiza al asesino, saca su pistola y dispara al asesino. Toda la familia rompe a llorar, especialmente Michael Corleone que comienza a llorar desgarradoramente y que todavía no podía creerse que su hija haya sido asesinada.
Vincent continúa siendo el "Don" de la familia. Todavía sigue recordando como su prima y anterior romance, Mary, había sido asesinada, y lamentando profundamente, como él no se había dado cuenta antes y poder evitado la desgracia.
- Datos: Q763903